# 渡邊節
渡邊節（日语：／，1884年11月3日—1967年1月21日），日本東京府（現東京都）出身的建築師，曾任鐵道院技師，以近畿為中心，設計許多商業大樓。

## 作品

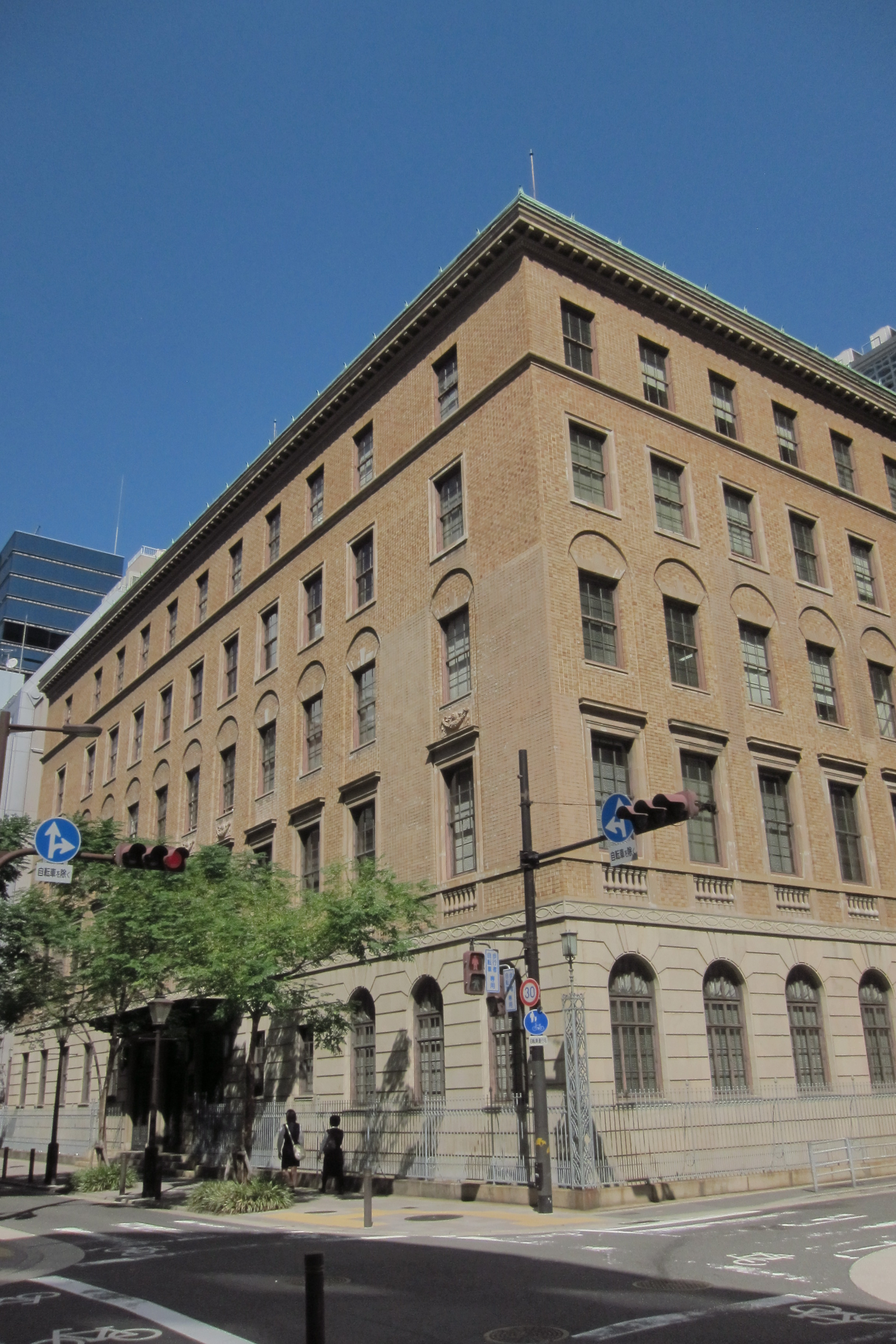
綿業會館
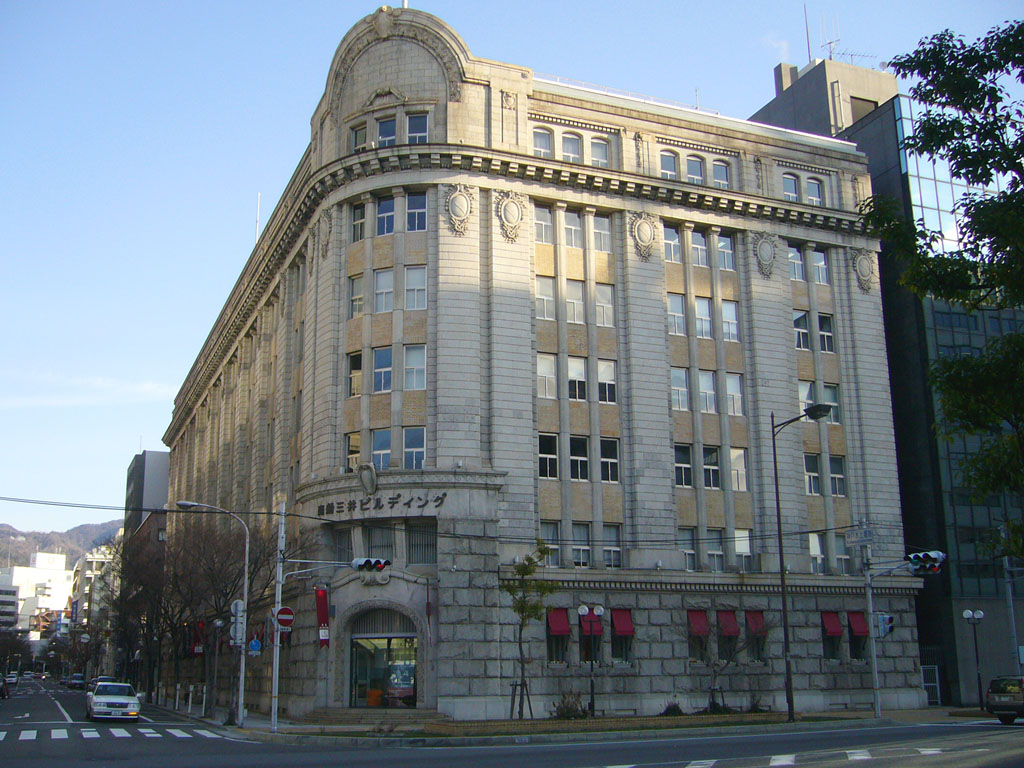
商船三井大樓
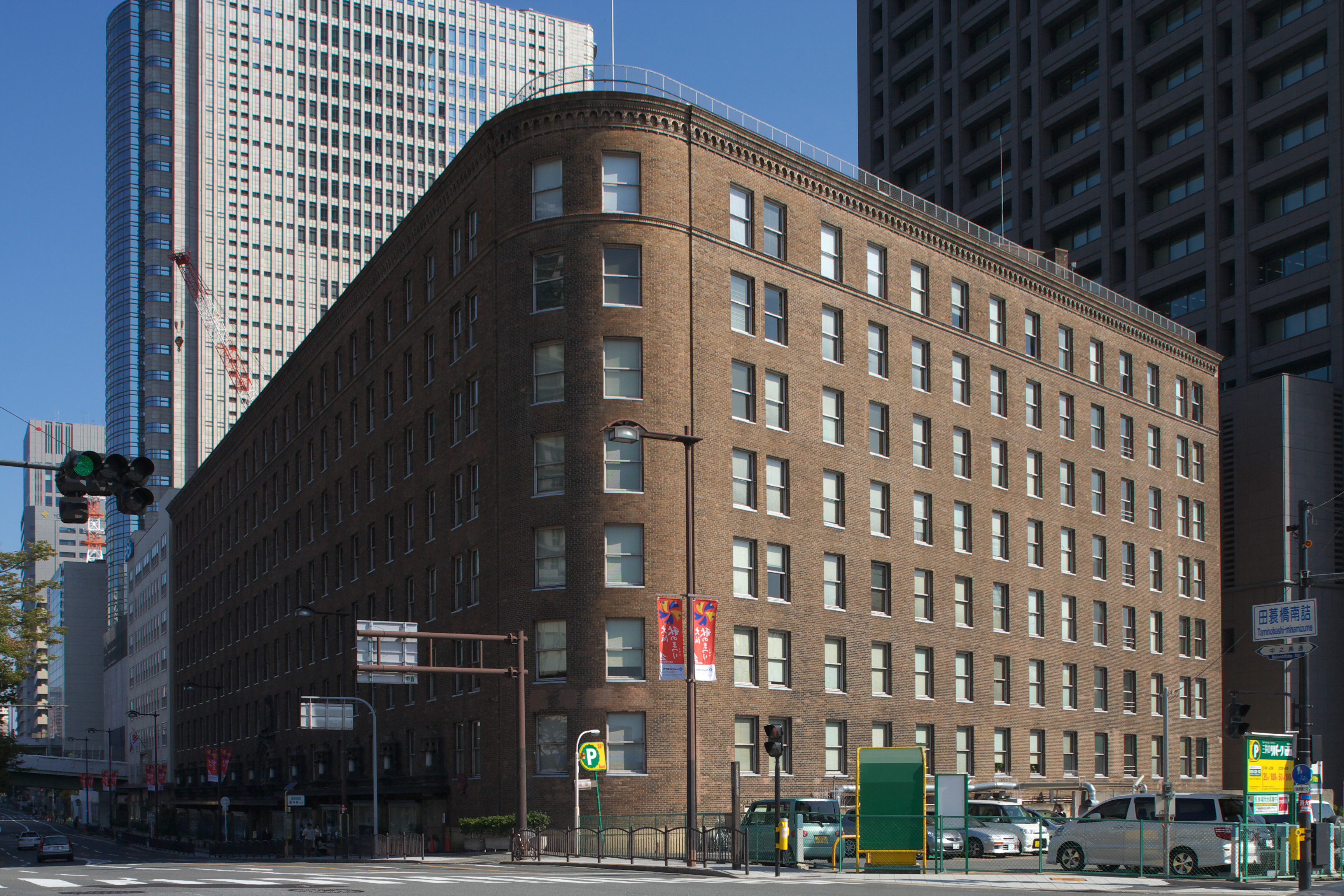
大阪大樓
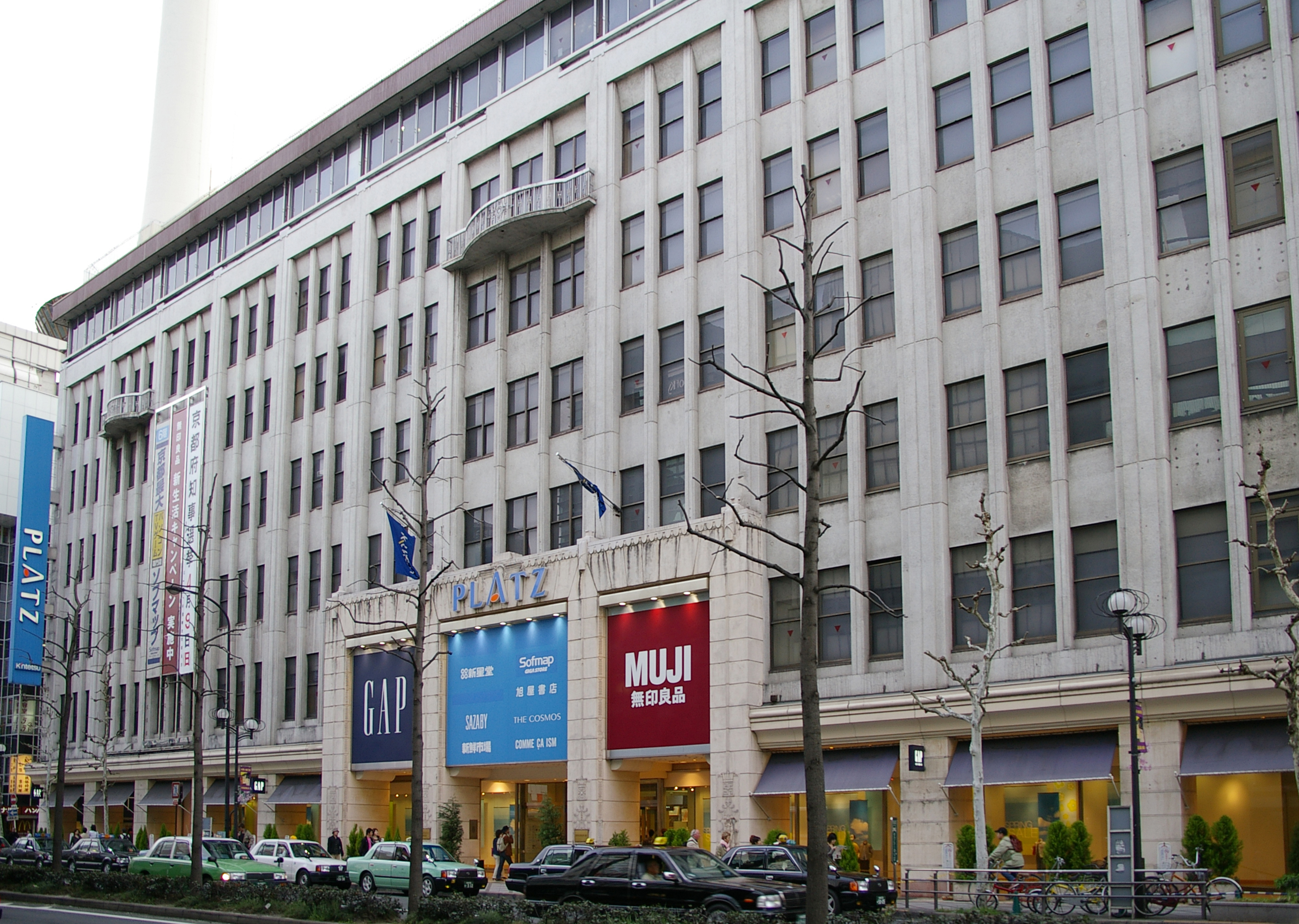
近鐵百貨店京都店
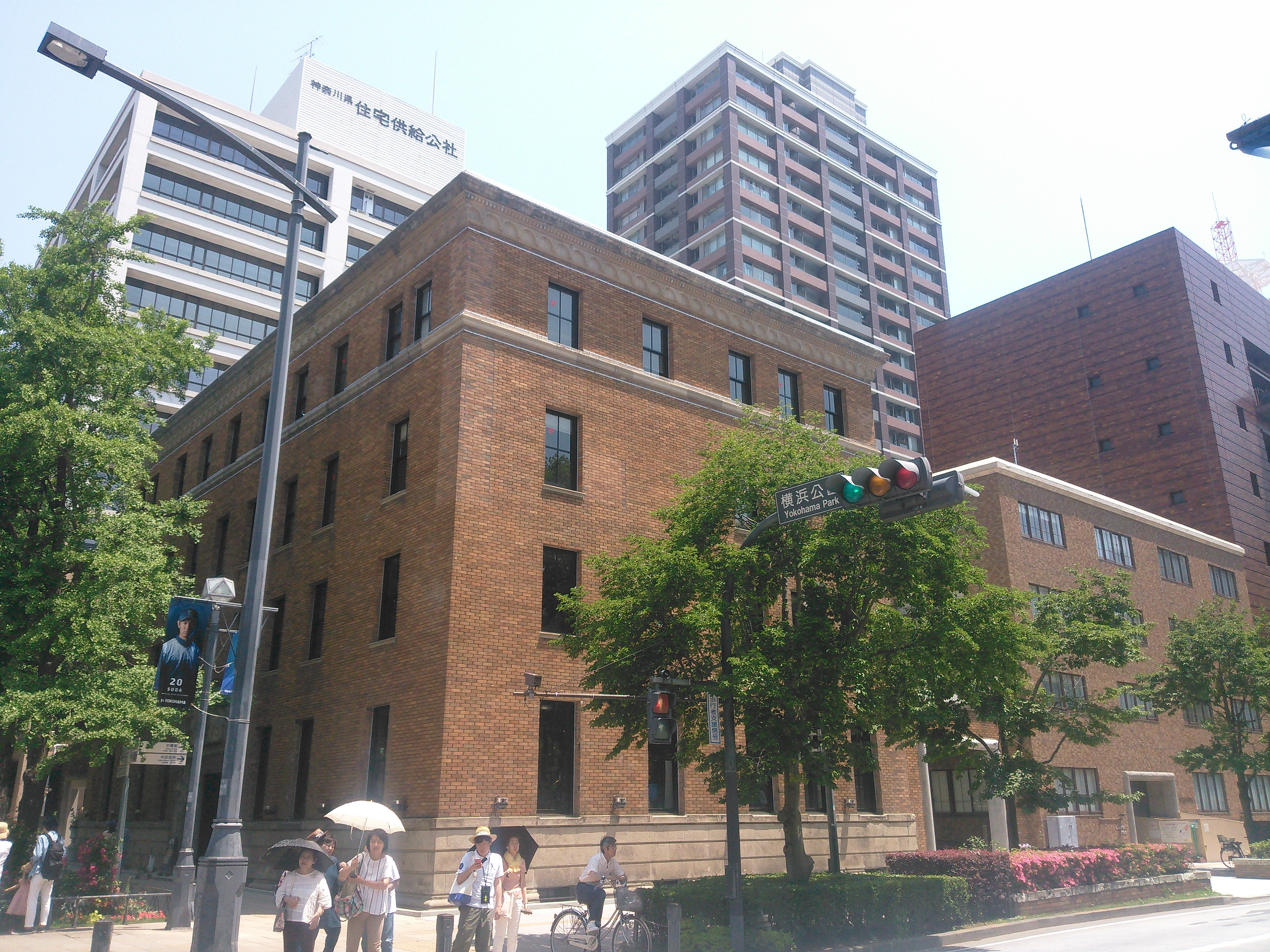
舊日本綿花橫濱支店
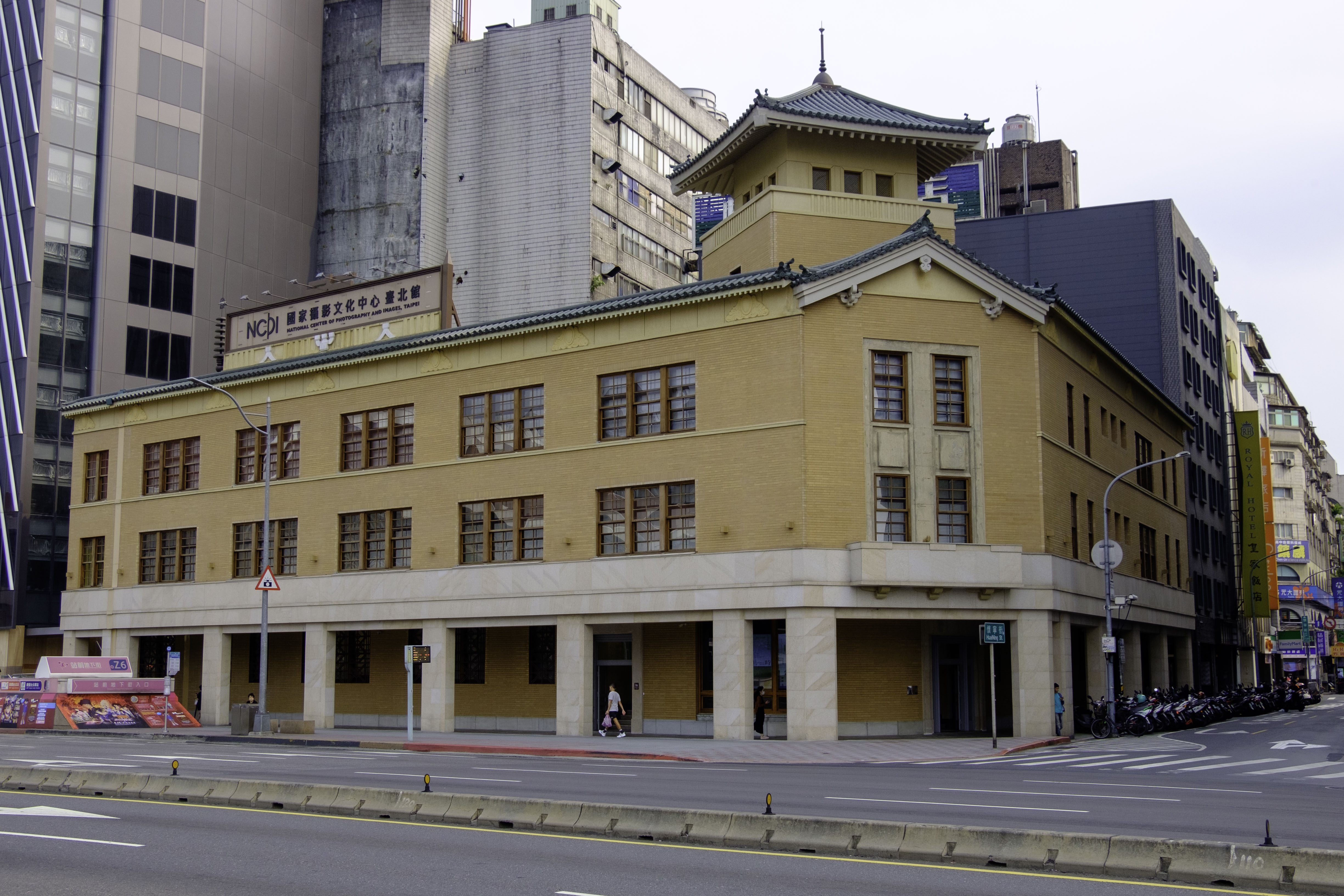
舊大阪商船台北支店

| 建造物名                                 | 年                 | 所在地             | 狀態               | 備考                      |
| ---------------------------------------- | ------------------ | ------------------ | ------------------ | ------------------------- |
| 舊東洋リノリユーム本館事務所棟           | 大正8年（1920年）  | 兵庫縣伊丹市       | 登錄有形文化財     |                           |
| 舊大阪商船神戶支店                       | 大正11年（1922年） | 兵庫縣神戶市中央區 |                    | 現 商船三井大樓           |
| 舊日本興業銀行本店                       | 大正12年（1923年） | 東京都千代田區     | 已不存             |                           |
| 舊大阪大樓                               | 大正14年（1925年） | 大阪市北區         | 外壁、内部一部復原 |                           |
| 舊大阪大樓東京分館                       | 昭和2年（1927年）  | 東京都千代田區     | 已不存             |                           |
| 舊日本綿花橫濱支店                       | 昭和3年（1928年）  | 神奈川縣橫濱市中區 | 市指定有形文化財   | 現 THE BAYS               |
| 舊日本勸業銀行本店                       | 昭和4年（1929年）  | 東京都千代田區     | 已不存             |                           |
| 綿業會館                                 | 昭和6年（1931年）  | 大阪市中央區       | 重要文化財         |                           |
| 岸和田市立自泉會館                       | 昭和7年（1932年）  | 大阪府岸和田市     | 登錄有形文化財     |                           |
| 舊和泉銀行本店                           | 昭和8年（1933年）  | 大阪府岸和田市     | 登錄有形文化財     |                           |
| 舊神戶證券交易所                         | 昭和9年（1934年）  | 兵庫縣神戶市中央區 | 外觀復原           |                           |
| 舊乾邸                                   | 昭和11年（1936年） | 兵庫縣神戶市東灘區 | 神戶市指定文化財   |                           |
| 舊大阪商船株式會社台北支店               | 昭和12年（1937年） | 台灣台北市         | 台北市市定古蹟     | 現 國家攝影文化中心台北館 |
| 舊丸物百貨店京都本店（近鐵百貨店京都店） | 昭和13年（1938年） | 京都市下京區       | 已不存             |                           |
| 廣野高爾夫俱樂部會館                     | 昭和23年（1958年） | 兵庫縣三木市       |                    |                           |
| 城陽鄉村俱樂部會館                       | 昭和24年（1959年） | 京都府城陽市       |                    |                           |

- 綿業會館
- 商船三井大樓
- 大阪大樓
- 近鐵百貨店京都店
- 舊日本綿花橫濱支店
- 舊大阪商船台北支店

## 外部連結
- 渡辺建築事務所 （页面存档备份，存于）